# Einar Packness
Einar Packness, undertiden Ejnar Packness, (født 9. januar 1879 i Næstved, død 6. juni 1952 i Aalborg) var en dansk arkitekt og kongelig bygningsinspektør.
Packness var født i Næstved og blev udlært som murer i perioden 1895-98. Han fortsatte på Teknisk skole i 1900 og kom på Kunstakademiets arkitektskole og dekorationsskole samme år, hvilket han afsluttede i 1908. Senere blev han medarbejder hos Hack Kampmann og Anton Rosen. Han havde egen tegnestue i Aalborg fra 1910. Han var kongelig bygningsinspektør 1931-52, og han blev i 1933 tildelt Eckersberg Medaljen. Han var Ridder af Dannebrog.
Ejnar Packness' oplæring som murer, hans tur på valsen og medarbejderskab under Anton Rosen på Landsudstillingen i Århus blev udgangspunkt for hans holdning til sine opgaver, der afspejler selvopfattelsen "Bygmester" snarere end "Akademisk Arkitekt". Hertil kom beundringen for Mudéjararkitektur, som han erhvervede under langvarige ophold i Spanien, og som kom til udtryk i den kommunale administrationsbygning og i forsikringsselskabet "Fremtiden". Packness fik sit selvstændige virke i Aalborg efter at have været tilsynsførende for Hother Paludan på amtssygehuset i Aalborg. Ud over at løse store, offentlige opgaver tegnede Packness flere villaer inklusive møbler. Packness forblev i alle sine arbejder tro imod sine oprindelige inspirationskilder, den danske barok; Villa Staun og sagfører Cordes villa på Hasserisvej 132 og 151 er gode eksempler. Hasserisvej 168 er et smukt og velproportioneret Bedre Byggeskik-arbejde. Packness' meget selvstændige anvendelse af sine spanske indtryk ses i Sankt Markus Kirke og i den raffinerede hovedfløj på det fredede Fleskum Herreds Ting- og Arresthus i Aalborg. Packness tegnede flere markante gravsten og restaurerede et stort antal kirker, hvor istandsættelserne var en lempelig reaktion over for forrige århundredes fornyelsesfilosofi. Han tegnede desuden Svinkløv Badehotel, Hasseris Kirke og jernbanestationerne i Havbro, Farsø, Fandrup, Ullits og Hvalpsund på Aars-Hvalpsundbanen.
Han er begravet på Almen Kirkegård i Aalborg.